# Grands officiers de l'Empire français
Le titre VI de la Constitution du 18 mai 1804 crée les grands officiers de l’Empire.
Les grands officiers de l'Empire sont les maréchaux, les inspecteurs généraux et les colonels généraux. À ceux-ci, s'ajoutent des grands officiers civils de la couronne, tels qu'ils sont institués par les statuts de l'empereur.
Les grands officiers  ont droit au titre d'Excellence. 

## Liste des titulaires

### Maréchaux
Les maréchaux de l'Empire sont choisis parmi les généraux les plus distingués. Leur nombre n'excède pas celui de seize. Ne font point partie de ce nombre les maréchaux de l'Empire qui sont sénateurs.
1. Louis-Alexandre Berthier, duc de Valangin, prince de Neuchâtel et prince de Wagram, (1753-1815), maréchal d'Empire en 1804.
2. Joachim Murat, prince d’Empire, grand-duc de Clèves et de Berg, roi de Naples sous le nom de Joachim-Napoléon en 1808 (1767-1815), maréchal d'Empire en 1804.
3. Bon-Adrien Jeannot de Moncey, duc de Conégliano (1754-1842), maréchal d'Empire en 1804.
4. Jean-Baptiste Jourdan (1762-1833), comte d’Empire, maréchal d'Empire en 1804.
5. André Masséna, duc de Rivoli, prince d’Essling (1758-1817), maréchal d'Empire en 1804.
6. Pierre Augereau, duc de Castiglione (1757-1816), maréchal d'Empire en 1804.
7. Jean-Baptiste Bernadotte, prince de Pontecorvo, roi de Suède sous le nom de Charles XIV et roi de Norvège en 1818 (1763-1844), maréchal d'Empire en 1804.
8. Guillaume Brune (1763-1815), maréchal d'Empire en 1804.
9. Jean-de-Dieu Soult, duc de Dalmatie (1769-1851), maréchal d'Empire en 1804, maréchal général des camps et armées du roi en 1847.
10. Jean Lannes, duc de Montebello (1769-1809), maréchal d'Empire en 1804.
11. Édouard Mortier, duc de Trévise (1768-1835), maréchal d'Empire en 1804.
12. Michel Ney, duc d’Elchingen, prince de La Moskowa (1769-1815), maréchal d'Empire en 1804.
13. Louis Nicolas Davout, duc d’Auerstaedt, prince d’Eckmühl (1770-1823), maréchal d'Empire en 1804.
14. Jean-Baptiste Bessières, duc d’Istrie (1768-1813), maréchal d'Empire en 1804.
15. François Christophe Kellermann, duc de Valmy (1735-1820), maréchal d'Empire en 1804.
16. François Joseph Lefebvre, duc de Dantzig (1755-1820), maréchal d'Empire en 1804.
17. Catherine-Dominique de Pérignon, comte (marquis en 1815) (1754-1818), maréchal de France en 1804.
18. Jean Mathieu Philibert Sérurier (1742-1819), comte, maréchal d'Empire en 1804.
19. Claude-Victor Perrin, dit « Victor », duc de Bellune (1764-1841), maréchal d'Empire en 1807.
20. Étienne Macdonald, duc de Tarente (1765-1840), maréchal d'Empire en 1809.
21. Nicolas Charles Oudinot, duc de Reggio (1767-1847), maréchal de France en 1809.
22. Auguste-Frédéric-Louis Viesse de Marmont, duc de Raguse (1774-1852), maréchal d'Empire en 1809.
23. Louis-Gabriel Suchet, duc d’Albufera (1770-1826), maréchal d'Empire en 1811.
24. Laurent de Gouvion-Saint-Cyr, comte (marquis sous la Restauration) (1764-1830), maréchal d'Empire en 1812.
25. Joseph-Antoine Poniatowski, prince (1763-1813), maréchal d'Empire en 1813.
26. Emmanuel de Grouchy, comte (1766-1847), maréchal d'Empire en 1815.

### Colonels généraux
Les colonels généraux sont au nombre de neuf. La fonction de colonel général des Suisses est purement fictive car ce corps a disparu avec la royauté. Les quatre colonels généraux de la Garde impériale sont à la tête de l'organisation et de l'administration de la garde. 
1. Carabiniers : 1804 : Louis Bonaparte, roi de Hollande et connétable de l'Empire
2. Chasseurs à cheval : 1804 : Eugène de Beauharnais, 1805 :  Louis Viesse de Marmont, duc de Raguse, 1809 : Emmanuel, comte de Grouchy
3. Cuirassiers : 1804 : Laurent, comte Gouvion-Saint-Cyr, 1812 : Augustin, comte Belliard
4. Dragons : 1804 : Louis, comte Baraguey d'Hilliers, 1813 : Étienne Marie Antoine Champion de Nansouty
5. Hussards : 1804 : Jean Andoche Junot, duc d'Abrantès
6. Artilleurs et Marins de la Garde impériale : 1804 : Édouard Mortier, duc de Trévise, 1813 : Louis Gabriel Suchet, duc d'Albuféra
7. Cavalerie de la Garde impériale : 1804 : Jean Baptiste Bessières, duc d'Istrie
8. Grenadiers à pied de la Garde impériale : 1804 : Louis Nicolas Davout, duc d'Auerstaedt, prince d'Eckmühl
9. Chasseurs à pied de la Garde impériale : 1804 : Jean-de-Dieu Soult, duc de Dalmatie.
10. Suisses : Louis-Alexandre Berthier, prince de Wagram et de Neuchâtel, vice-connétable de l'Empire, puis Jean Lannes, duc de Montebello

### Inspecteurs généraux
Les inspecteurs généraux sont au nombre de sept : trois généraux et deux, puis quatre amiraux.
- Premier inspecteur général d'artillerie

1. 4 janvier 1800 - 16 septembre 1802 : François Marie d'Aboville
2. 16 septembre 1802 - 30 janvier 1804 : Auguste-Frédéric-Louis Viesse de Marmont
3. 30 janvier 1804 - 27 décembre 1810 : Nicolas Marie Songis des Courbons
4. 29 janvier 1811 - 21 décembre 1812 : Jean Ambroise Baston de Lariboisière
5. 3 janvier 1813 : Jean-Baptiste Eblé (nommé trois jours après son décès)
6. 29 mars 1813 - 22 juin 1815 : Jean Barthélemot de Sorbier

- Premier inspecteur général du génie

1. 4 janvier 1800 - 4 septembre 1808 : Armand Samuel de Marescot
2. 25 octobre 1808 - 22 juin 1815 : Jean-François-Aimé Dejean

- Premier inspecteur général de la gendarmerie

1. 3 décembre 1801 - 22 mars 1815 : Bon-Adrien Jeannot de Moncey
2. 22 mars 1815 - 22 juin 1815 : Anne Jean Marie René Savary

- Inspecteur général des côtes de l'Océan

1. 6 juillet 1804 - 18 mars 1805 : Étienne Eustache Bruix
2. 18 avril 1808 - 22 juin 1815 : Honoré Joseph Antoine Ganteaume

- Inspecteur général des côtes de la Méditerranée

1. 6 juillet 1804 - 19 août 1804 : Louis-René-Madeleine de Latouche-Tréville
2. 1er février 1805 - 1er avril 1814  : Denis Decrès

- Inspecteur général des côtes de la mer de Ligurie

1. 7 avril 1813 - 1er avril 1814 : Maxime Julien Émeriau de Beauverger

- Inspecteur général des côtes du Nord

1. 23 mars 1811 - 2 juin 1812 : Jean-Guillaume de Winter
2. 7 avril 1813 - 1er avril 1814 : Charles Henri Ver-Huell

## Les grands officiers civils de la Couronne
Pour diriger sa maison, Napoléon désigne six grands officiers civils de la Couronne qui l'accompagnèrent pour la plupart du début à la fin :
- le grand maréchal du palais, responsable de la sécurité de l'Empereur, du service de la table et de la bouche, du logement et de l'entretien des palais : le général Michel Duroc de 1804 jusqu'à sa mort en 1813, puis le général Henri Gatien Bertrand ensuite ;
- le grand écuyer, le général Armand de Caulaincourt, chargé de la sécurité de l'Empereur, de l'organisation de ses déplacements et de ses écuries ;
- le grand chambellan, qui assure le service de la chambre, supervise les bibliothèques, la musique et les représentations artistiques de l'Empereur. Ce fut Talleyrand de 1804 à 1809. Après la disgrâce de Talleyrand en 1809, c'est Pierre de Montesquiou-Fezensac qui assuma la charge de grand chambellan.
- le grand veneur, le maréchal Louis-Alexandre Berthier, chargé de l'organisation des chasses impériales ;
- le grand aumônier, le cardinal Joseph Fesch, chargé du service du culte ;
- le grand maître des cérémonies, Louis-Philippe de Ségur, chargé de l'organisation des grands événements du règne.